# Senji Yamaguchi
Pour les articles homonymes, voir Yamaguchi.
Senji Yamaguchi (山口 仙二, Yamaguchi Senji), 3 octobre 1930 – 6 juillet 2013, est un survivant du bombardement atomique de Nagasaki devenu dirigeant d'un mouvement anti-nucléaire.
Yamaguchi naît en 1930 à Nagasaki dans une famille pauvre. Le 9 août 1945 il est employé dans une usine de fabrications d'armes lorsque les États-Unis larguent une bombe atomique qui détruit presque tout Nagasaki et le laisse avec des cicatrices chéloïdes.
Yamaguchi n'a servi que dans deux organisations anti-nucléaires, l'un étant le mouvement contre les armes nucléaires en 1955 et à la tête de la Confédération japonaise des organisations de victimes des bombes A et H entre les années 1981 et 2010. Il a une fois obtenu l'autorisation de participer à une réunion des Nations unies en 1982. À la fin de sa vie, il est  hospitalisé et meurt de maladie le 6 juillet 2013 à Unzen dans la préfecture de Nagasaki.